# 梶浦商店 (愛知県)
梶浦商店（かじうらしょうてん）は、愛知県名古屋市瑞穂区御剣町に本社を置く主に医薬品・医療機器の卸売りを扱う企業であった。現在は、東邦薬品の「株式会社葦の会」の一社「中北薬品」である。

## 概要
- 代表取締役社長 梶尾晃司（初代・南出張所長）
- 売上高　7,200万円
- 従業員　9名

## 沿革
- 1954年 - 創業
- 1965年5月 - 「中北薬品」と卸部業務を合併し「南出張所」として発足

| スタブアイコン | サブスタブ | この項目は、まだ閲覧者の調べものの参照としては役立たない、企業に関連した書きかけの項目です。この項目を加筆・訂正などしてくださる協力者を求めています（PJ:経済）。 |